# Kreis Altkirch
| Basisdaten                | Basisdaten                  |
| ------------------------- | --------------------------- |
| Bundesstaat               | Reichsland Elsaß-Lothringen |
| Bezirk                    | Oberelsaß                   |
| Verwaltungssitz           | Altkirch                    |
| Fläche                    | 654 km² (1910)              |
| Einwohner                 | 51.748 (1910)               |
| Bevölkerungsdichte        | 79 Einw./km² (1910)         |
| Gemeinden                 | 116 (1910)                  |
| Lage des Kreises Altkirch |                             |
|                           |                             |

Der Kreis Altkirch war von 1871 bis 1920 ein deutscher Landkreis im Bezirk Oberelsaß des Reichslandes Elsaß-Lothringen. Das Gebiet des Kreises liegt heute im Wesentlichen im Arrondissement Altkirch des französischen Départements Haut-Rhin. 

## Geschichte
Nachdem Elsaß-Lothringen durch den Frankfurter Friedensvertrag an das Deutsche Reich gefallen war, wurde 1871 aus Teilen der bis dahin französischen Arrondissements Mulhouse und Belfort der Kreis Altkirch gebildet. Nach dem Ende des Ersten Weltkrieges wurde der Kreis 1918 von Frankreich besetzt, kam am 17. Oktober 1919 unter französische Verwaltung und gehörte mit dem Inkrafttreten des Versailler Vertrages am 10. Januar 1920 wieder als Arrondissement Altkirch dem französischen Staat an. Im Zweiten Weltkrieg stand Elsaß-Lothringen von 1940 bis 1944 unter deutscher Besatzung. Während dieser Zeit wurde das Gebiet des Arrondissements Altkirch von deutscher Seite als Landkreis Altkirch bezeichnet. Es wurde nicht im völkerrechtlichen Sinne annektiert, sondern war dem Gauleiter für den Gau Baden in Karlsruhe unterstellt. Zwischen November 1944 und Februar 1945 wurde das Kreisgebiet durch alliierte Streitkräfte zurückerobert und an Frankreich zurückgegeben.

## Einwohnerentwicklung
| Einwohner      | 1871   | 1890   | 1900   | 1910   |
| -------------- | ------ | ------ | ------ | ------ |
| Kreis Altkirch | 55.590 | 50.840 | 49.863 | 51.748 |

Gemeinden mit mehr als 1000 Einwohnern (Stand 1910):
| Altkirch      | 3.491 |
| Carspach      | 1.518 |
| Dammerkirch   | 1.175 |
| Hirsingen     | 1.444 |
| Hirtzbach     | 1.045 |
| Hochstatt     | 1.207 |
| Illfurt       | 1.395 |
| Pfetterhausen | 1.210 |

## Politik

### Kreisdirektor
Die Landräte im Reichsland trugen die Amtsbezeichnung Kreisdirektor.
1871–187400Karl Boehm
1874–188200Albert Halley
18820000000Emil von Maillot de la Treille
1882–189900Wilhelm Illing
1899–190300Heitmann
1903–190800Ottomar Weber
1908–191600Georg Lang von Langen

### Landkommissar
In der Zeit der deutschen Besetzung amtierten folgende Landräte:
1940–999900Rudolf Ritter (kommissarisch)

### Landräte
1940–194200Rudolf Ritter
1942–194300Alois Wunsch

## Gemeinden
Im Jahre 1910 umfasste der Kreis Altkirch 116 Gemeinden:
| - Altenach - Altkirch - Altmünsterol - Altpfirt - Ammerzweiler - Aspach - Ballersdorf - Balschweiler - Baronsweiler - Bendorf - Berenzweiler - Bettendorf - Bettlach - Biederthal - Bisel - Bretten - Brückensweiler - Brünighofen - Buchsweiler - Bütweiler - Carspach - Dammerkirch - Diefmatten - Dürlinsdorf - Dürmenach - Eglingen - Ellbach - Emlingen - Enschingen | - Falkweiler - Feldbach - Fislis - Franken - Friesen - Fröningen - Füllern - Gevenatten - Gildweiler - Gommersdorf - Gottesthal - Grenzingen - Hagenbach - Hausgauen - Hecken - Heidweiler - Heimersdorf - Heiweiler - Henflingen - Hindlingen - Hirsingen - Hirzbach - Hochstatt - Hundsbach - Illfurt - Jettingen - Jungmünsterol - Kiffis - Köstlach | - Largitzen - Liebsdorf - Linsdorf - Luffendorf - Lümschweiler - Lutter - Luttern - Lützel - Lüxdorf - Mansbach - Menglatt - Merzen - Mittelmüspach - Moos - Mörnach - Niederlarg - Niedermüspach - Niedersept - Niederspechbach - Niedertraubach - Oberdorf - Oberlarg - Obermorschweiler - Obermüspach - Obersept - Oberspechbach - Obertraubach - Oltingen - Ottendorf | - Pfetterhausen - Pfirt - Rädersdorf - Retzweiler - Riespach - Roppenzweiler - Rüderbach - Sankt Cosman - Sankt Ulrich - Schaffnatt am Weiher - Schwoben - Sondersdorf - Steinsulz - Sternenberg - Strüth - Tagolsheim - Tagsdorf - Überkümen - Überstrass - Waldighofen - Walheim - Weiler - Welschensteinbach - Werenzhausen - Willern - Winkel - Wittersdorf - Wolfersdorf - Wolschweiler |